# Collobrières
Collobrières es una comuna francesa situada en el departamento de Var, en la región de Provenza-Alpes-Costa Azul.

## Demografía
| 1169 | 1176 | 1135 | 1337 | 1435 | 1596 | 1874 |
| Para los censos de 1962 a 1999 la población legal corresponde a la población sin duplicidades (Fuente: INSEE [Consultar]) |      |      |      |      |      |      |